# کلیسای سنت ندلیا
کلیسای سنت ندلیا یک کلیسای جامع ارتدکس واقع در صوفیه، بلغارستان می‌باشد.
این کلیسا در قرن ۱۰ میلادی ساخته شده است اما در سال‌های ۱۸۶۷ و ۱۹۳۳ به طور کامل مورد بازسازی قرار گرفته است

## نگارخانه

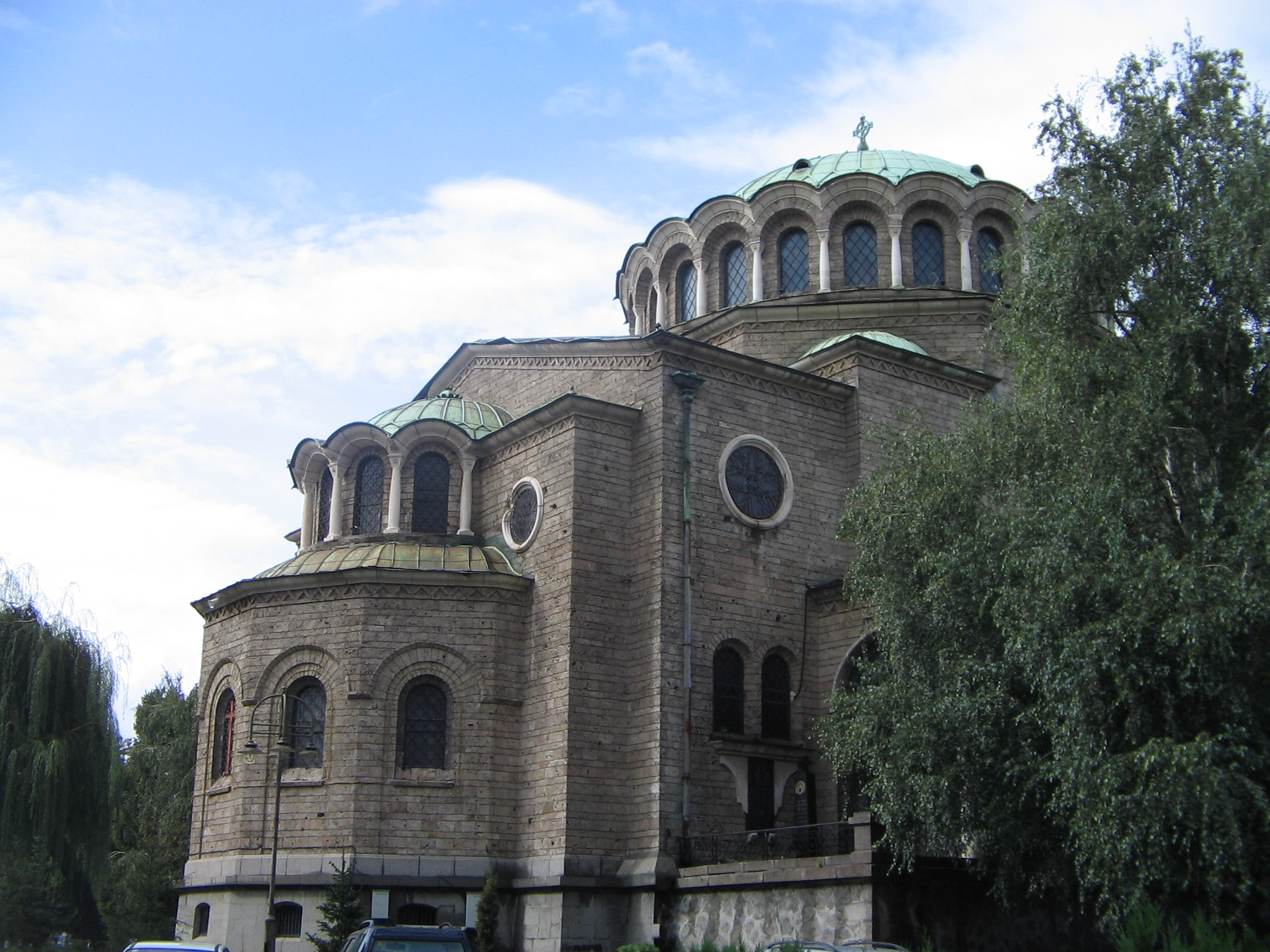
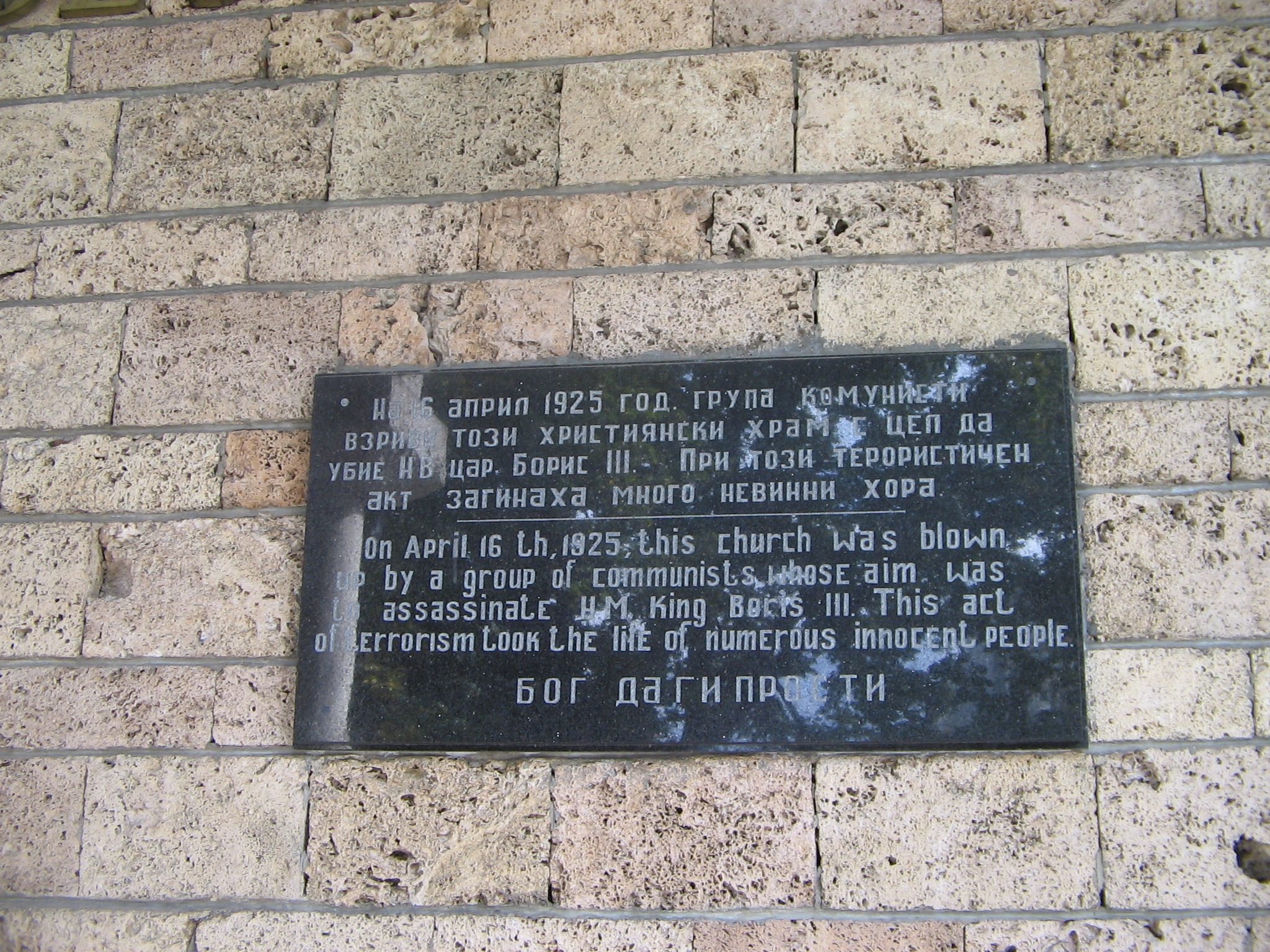
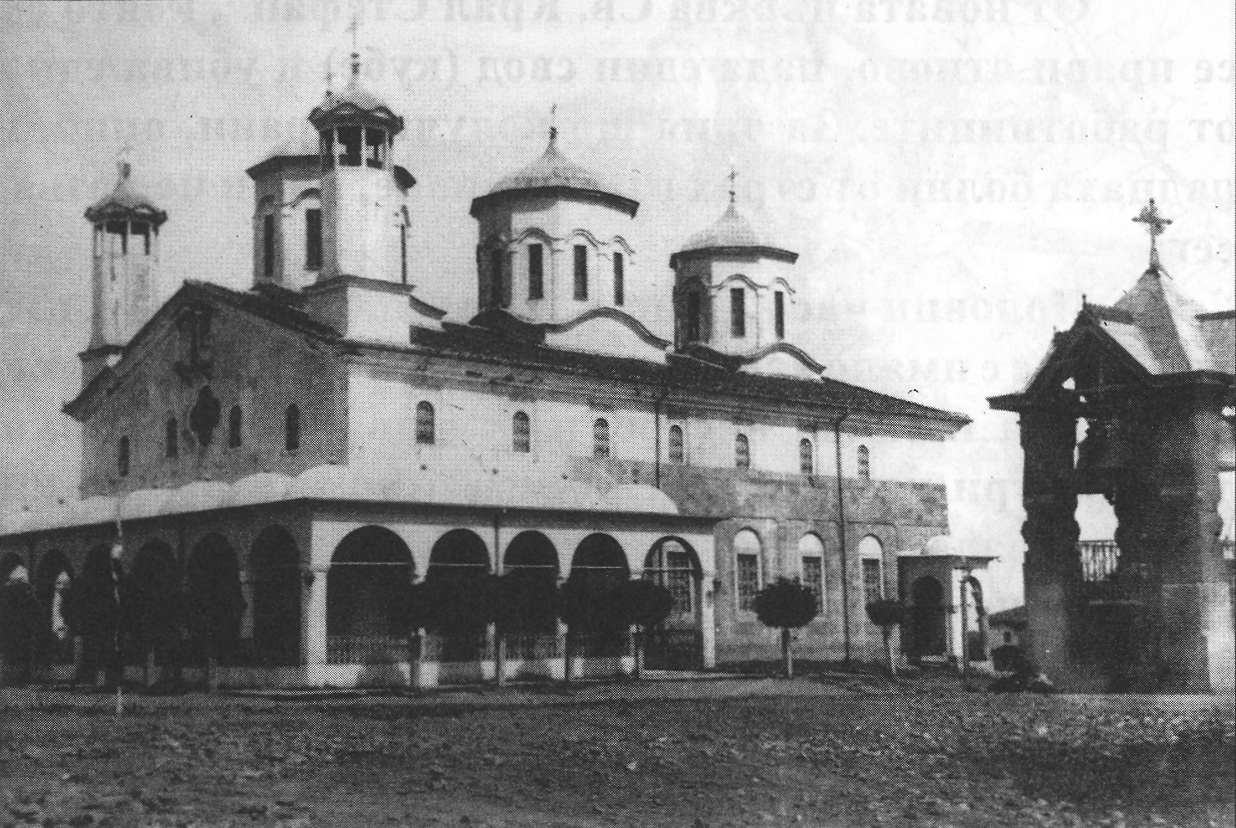
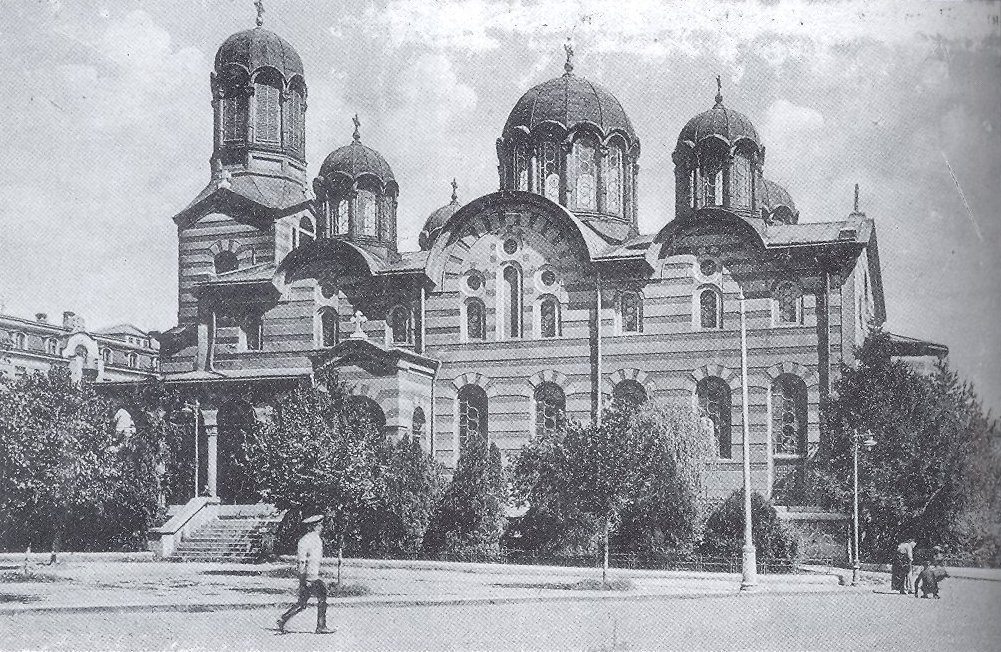
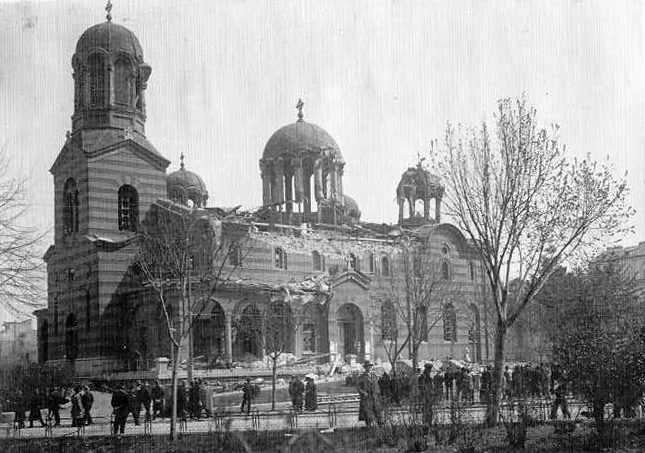